# Luis N. Morones
 Luis Morones Negrete (Barrio San Fernando,Tlalpan, Ciudad de México; 11 de octubre de 1890, Tacubaya,Ciudad de México; 5 de abril de 1964), citado como Luis N. Morones, fue un político mexicano. Fue miembro de varias organizaciones obreras, diputado federal y secretario de Industria, Comercio y Trabajo durante la presidencia de Plutarco Elías Calles entre 1924 y 1928.

## Organizaciones obreras
En su juventud fue tipógrafo y empleado de la Compañía Telefónica Mexicana. Fue miembro de la Casa del Obrero Mundial desde 1912; fue fundador en diciembre de 1914, del Sindicato Mexicano de Electricistas. Incluso en febrero de 1915, a propuesta de la asamblea general del SME se le nombró gerente de la empresa en la que trabajaba, la Telegráfica y Telefónica Mexicana; siendo la primera empresa administrada por obreros. Mantuvo una perspectiva sindical surgida de los electricistas de esos años. En enero de 1916 fue elegido presidente de la Federación de Sindicatos Obreros del Distrito Federal, al mes siguiente convocó al primer congreso preliminar obrero, celebrado en marzo de ese año en Veracruz. habiendo sido delegado del SME, le traiciona y se le expulsa del mismo. El principal resultado de dicho congreso fue la creación de Confederación del Trabajo de la región mexicana. Dirigió en 1916 y 1917 el Congreso Nacional Obrero que representa la posición reformista dentro de los sindicatos.
En el congreso obrero regional de 1917 en Tampico se hicieron evidentes las divisiones en el movimiento obrero. El grupo anarquista apoyaba una postura apolítica, mientras que el grupo sindicalista impulsaba una reconciliación con el gobierno con la intención de crear leyes de mutuo beneficio. Este último grupo fue liderado por Luis N. Morones y resultó como el grupo ideológico líder entre las organizaciones obreras.
El 1 de mayo de 1918 en Saltillo, Coahuila, presidió la asamblea constituyente de la Confederación Regional Obrera Mexicana (CROM), dominado por el Grupo de Acción, creado por él en ese año. Bajo su dirección, la CROM llegó a tener 1 200 000 miembros en 1924 y 2 millones en 1927.

## Actuación política
Fue diputado federal en la XXX y XXXI Legislaturas. En 1922 fundó el Partido Laborista Mexicano, gracias a lo cual fue secretario de Industria, Comercio y Trabajo en el gobierno de Plutarco Elías Calles. 

### Asesinato de Álvaro Obregón
Desde que Álvaro Obregón había anunciado su intención de ser reelegido como presidente de México en 1928, Morones se declaró abiertamente en contra de él, siendo una de las figuras políticas más importantes que se oponían a que tuviera un segundo mandato. Cuando Obregón fue asesinado el 17 de julio de 1928, dos semanas después de haber sido reelecto, algunas de las acusaciones iniciales recayeron en Morones, afirmando que se trataba de un complot orquestado por él. Esta situación lo obligó a renunciar a su cargo como secretario en el gobierno de Calles.
Calles lo recompensó por su lealtad nombrándolo Secretario de Economía de la nación en 1924. Después del asesinato de Obregón por José de León Toral en 1928, Calles forzó a Morones a renunciar. Morones y la CROM rompieron con el Partido Laborista Mexicano de Obregón. Morones y otros líderes de la CROM se habían enriquecido a través de prácticas de corrupción en los años 1920. Morones tenía grandes propiedades por los vecindarios de Tlalpan y era dueño de un lujoso hotel en la Ciudad de México. Hacía ostentación y alarde de su riqueza con anillos de diamantes y autos lujosos, llevando a cargos de hipocresía y corrupción.
Cuando la influencia de la CROM empezó a debilitarse entre su base de clasificación y los sindicatos en la confederación, comenzó la deserción. Morones perdió mucho de su poder político del período de 1928 a 1932 durante el período en que gobernaba Calles en forma indirecta, conocido como el Maximato. Siguió figurando al frente de la CROM, pero su adhesión a Calles lo llevó al exilio en 1936.
En 1936, Morones fue detenido en conexión con un atentado dinamitero de un tren, acusado por el gobierno de Lázaro Cárdenas como parte de una conspiración en contra. Fue forzado al exilio, cuando era una de las últimas influencias callistas en México. Vivió en Atlantic City, Nueva Jersey, y regresó a México años más tarde.

## Últimos años
Regresó al país durante la administración del presidente Manuel Ávila Camacho, en la década de los años 1940, pasando al ostracismo. Murió en su casa de Tlalpan, en la Ciudad de México en 1964. Sus restos reposan en el Panteón Francés de la Piedad.